# يوسف شعيب
البروفيسور يوسف شعيب (Joesoef Sou’yb ولد في بايوا، تانجونغ رايا، منطقة أجام، سومطرة الغربية، 14 يوليو 1916 - توفى في ميدان، سومطرة الشمالية، 7 يناير 1993 عن عمر يناهز 76 عامًا) هو مفكر إسلامي إندونيسي. خلال حياته كان يعرف كصحفي وكاتب ومدرس ومؤرخ. بسبب إنجازاته وتفانيه، تمت دعوته من قبل الدولة البريطانية في عام 1955. 

## الحياة الشخصية
ولد يوسف شعيب في بايوا، تانجونغ رايو، أجام، سومطرة الغربية، في 14 يوليو 1916 وتوفي في ميدان، شمال سومطرة، في 7 يناير 1993 عن عمر يناهز 76 عامًا.

### التعليم
خلال الفترة من عام 1922 إلى عام 1924، حصل يوسف على التعليم الأساسي في فولكس سكول في وطنه الأم، بايوا، أغام. ثم انتقل إلى لانغسا، آتشيه، وذهب إلى مدرسة حكومية من 1925 إلى 1927. في عام 1928 حتى عام 1930، عاد إلى راناه مينانج واستمر في تعليمه في سومطرة طوالب (طلاب سومطرة) بادانغ بانجانغ وفي التربية الإسلامية في كاندوانغ، أجام، من 1931 إلى 1935. بعدها عمل كصحفي لأكثر من عشر سنوات، ثم في عام 1951، أعاد يوسف تعليمه في كلية الحقوق والعلوم في جامعة سومطرة الشمالية الإسلامية (UISU) في ميدان، شمال سومطرة، حتى عام 1954.

### الحياة المهنة
بدأت مسيرته الصحفية عندما كان صحفيًا في عدد من وسائل الإعلام الدورية في ميدان. يُعرف يوسف أيضًا بأنه كاتب غزير الإنتاج. كتب العديد من المقالات في العديد من الصحف والمجلات. لمدة 21 عامًا من عام 1939 إلى عام 1960، قاد العديد من المنشورات في مدينتي ميدان وبوكيتنغي كمحرر رئيسي.
في أوقات لاحقة كان يوسف شعيب معروفًا أيضًا كمحاضر من خلال أن أصبح محاضرًا في الصحافة والفلسفة في العديد من الجامعات في مدينة ميدان، بما في ذلك معهد الدولة الإسلامي (IAIN) وجامعة شمال سومطرة الإسلامية وجامعة المحمدية شمال سومطرة. إلى جانب كونه نشط في هذه المجالات، فهو معروف أيضًا كمؤرخ، وخاصة فيما يتعلق بتاريخ الإسلام.

### أعماله
كمؤرخ ومؤلف للكتاب، أنتج يوسف شعيب ما لا يقل عن 50 كتاب عن الإسلام والتاريخ والفلسفة والمسيحية. بعض الكتب التي كتبها يوسف شعيب تشمل:
- Sejarah Daulat Umayyah 1: Di Damaskus_تاريخ الدولة الأموية 1: في دمشق (ستار مون الناشر، 1977)
- Sejarah Daulat Umayyah 2: di Cordova_تاريخ الدولة الأموية 2: في قرطبة (دار القمر للنشر، 1977)
- Sejarah Daulat Abbasiyah 1_تاريخ الدولة العباسية 1 (دار ستار مون، 1977)
- Sejarah Daulat Abbasiyah 2_تاريخ الدولة العباسية 2 (كريسنت ستار الناشر، 1977)
- Sejarah Daulat Abbasiyah 3_تاريخ الدولة العباسية 3 (كريسنت ستار الناشر، 1977)
- Agama-Agama Besar Di Dunia_الأديان الكبرى في العالم (قارئ الحسنة، 1983)
- Logika Hukum Berpikir Tepat_منطق التفكير القانوني الصحيح (الناشر ريدر الحسنة، 1983) [3]
- Sejarah Daulat Khulafaur-Rasyidin _تاريخ دولة الخلفاء الراشدين ( دار الهلال للنشر، 1979)

## الروابط الخارجية
- "المسلمون الإندونيسيون" الإسلام في إندونيسيا. تم الوصول إليه في 16 فبراير 2014.
- كتاب "تاريخ دولة الخلفاء الراشدين" Books.google.com. تم الوصول إليه في 17 فبراير 2014.